# Juego multijugador

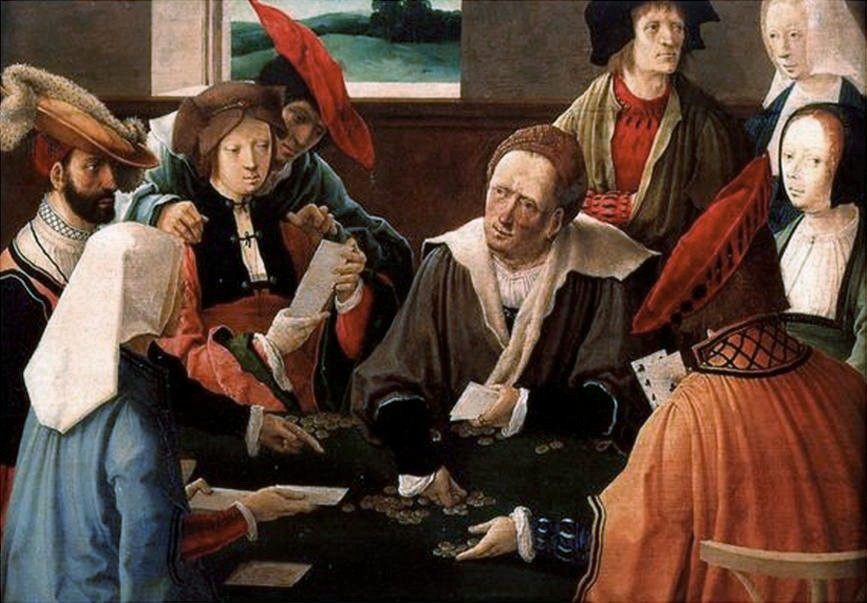
The Card Players by Lucas van Leyden, en esta imagen se puede ver como se está jugando a un juego multijugador con cartas.

Un juego multijugador es un juego que es jugado por varios jugadores. Los jugadores pueden ser oponentes individuales, estar agrupados en equipos o formar un solo equipo contra el juego.
Los juegos con muchos jugadores individuales son difíciles de analizar formalmente sobre la base de la teoría de juegos ya que los jugadores pueden formar alianzas.
Si se permite la cooperación entre los jugadores, entonces el juego es más complejo. Muchos conceptos han sido desarrollados para analizar tales de juegos. A pesar de que estos conceptos han tenido algo de éxito en los campos de la economía, política y conflicto, ninguna buena teoría ha sido desarrollada hasta ahora.
En la teoría de juegos cuántica, se ha descubierto que la introducción de información cuántica en los juegos multijugador permite un nuevo tipo de estrategia de equilibrio que no se encuentra en los juegos tradicionales. El entrelazamiento de las elecciones de los jugadores pueden tener el efecto de una especie de contrato así previniendo a los jugadores beneficiarse de traiciones.

## Tipos
Ejemplos de tipos de juegos multijugador incluyen:
- Juegos de salón: por ejemplo, Charadas.
- Juegos de cartas: por ejemplo, Bridge, Poker.
- Videojuegos: por ejemplo, Counter Strike.
- Juegos de mesa: por ejemplo, Monopoly o Dominó.